# فردیناند فون آلتن
فردیناند فون آلتن (انگلیسی: Ferdinand von Alten؛ ۱۳ آوریل ۱۸۸۵ – ۱۷ مارس ۱۹۳۳) یک هنرپیشه اهل آلمان بود. 
از فیلم‌ها یا برنامه‌های تلویزیونی که وی در آن نقش داشته است می‌توان به شامپاین، ۱۹۱۴، شعله، تاجر ونیزی، اتلو، دانتون اشاره کرد.